# Guilaki
Le guilaki (گیلکی / Giləki ; en persan : زبان گیلکی / zabân-e gilaki, aussi appelé gelaki, gilani, gilaki, guilani) est une langue iranienne du nord-ouest parlée dans la province du Guilan, en Iran.
Le guilaki peut être divisé en trois dialectes : le guilaki occidental, le guilaki oriental, et le guilaki tabari. La langue guilaki est étroitement liée au mazandarani et les deux langues ont des vocabulaires similaires. Les dialectes occidentaux et orientaux sont séparés par la rivière appelée Sefid Roud. D'après Ethnologue.com, il y avait plus de 3,6 millions de locuteurs du guilaki en 1993.

## Présentation
Le guilaki partage de nombreuses structures et caractéristiques avec le zazaki, maintenant parlé en Turquie. Il existe quelques différences grammaticales majeures entre le guilaki et le persan, particulièrement en ce qui concerne les possessifs et les adjectifs. Contrairement au persan, la plupart des possessifs et des adjectifs précèdent le nom, comme en anglais.
- Exemple pour les possessifs nom-nom en guilaki occidental :
  - məhin zakan (les enfants de Mæhin) (Bæče-ha-ye Mæhin en persan), Baγi gulan (les fleurs du jardin)(Gol-ha-ye Baγ en persan)). En guilaki oriental: Xirsi Kuti (bébé ours(l'enfant de l'ours)) (Bæč-e Xers en persan)).
- Exemple pour la modification des adjectifs :
  - guilaki occidental : pilla-yi zakan (grand enfant), Surx gul (fleur rouge). guilaki oriental : Sərd aw (eau froide) (ɑb-e særd en Persan), kul čaqu (couteau aiguisé) (čaqu-ye tiz en persan).

Cependant, on pense que le guilaki est fortement influencé par le persan dans sa structure, et la plupart des locuteurs guilakis parlent aussi le persan comme seconde langue. L'Encyclopedia Iranica remarque :

« Les dialectes iraniens parlés le long du littoral de la Caspienne sont le taleshi, le guilaki, le mazandarani et leurs dialectes, ainsi que la langue éteinte du Tabarestan. »

(p.61)